# West Coast Main Line
West Coast Main Line (de sigle « WCML » ; en français « ligne principale de la côte ouest ») est l'une des plus importantes artères ferroviaires du Royaume-Uni. 40 % de la totalité du fret ferroviaire du Royaume-Uni passe par cette ligne. Elle commence à la gare d'Euston à Londres et se termine, après un parcours de 640 km, à la gare centrale de Glasgow. Cette ligne dessert parmi les plus grandes villes du pays, du sud au nord : Milton Keynes, Northampton, Rugby, Nuneaton, Coventry, Birmingham, Wolverhampton, Stafford, Stoke-on-Trent, Crewe, Warrington, Wigan, Manchester, Liverpool, Lancaster et Carlisle.
Il existe également une connexion via Crewe et Chester à Holyhead le long de la ligne de côte du nord du pays de Galles.
Cette ligne se connecte aux ferries de Holyhead à Dublin en Irlande.

## Histoire
La ligne fut construite par tronçons dans les années 1830 et dans les années 1860, les premières parties constituant le Grand Junction Railway (Warrington - Birmingham) et le London and Birmingham Railway (en), tous les deux achevés vers 1830.
Devant la nécessité de calmer les inquiétudes et l'irritation des propriétaires riverains de la ligne, le tracé a souvent dû éviter d'importantes bandes de terres agricoles ; il en est résulté des détours et de nombreuses courbes. La WCML traverse également certaines des régions les plus montagneuses de la Grande-Bretagne, telles que la Trent Valley, les monts de Cumbria et la région des Leadhills dans le sud du Lanarkshire. Cela a conduit à des vitesses maximum inférieures à celles de l'East Coast Main Line et la principale solution à ce problème a été l'adoption de trains pendulaires, d'abord les infortunés Advanced passenger trains de British Rail et ultérieurement les Pendolinos mis en service par Virgin en 2003.
La WCML n'est pas une simple ligne. Bien que son axe principal relie directement Glasgow à Londres, la ligne comprend aussi des dérivations en boucle qui s'en écartent pour desservir Manchester, l'une via Stoke-on-Trent et une autre via Crewe, avec retour à la ligne principale à Preston. Une autre boucle dessert Northampton. Il y a aussi des embranchements vers Crewe et Liverpool et vers Rugby, Birmingham et Wolverhampton, avec retour à la WCML à Stafford.
La ligne fut modernisée et électrifiée par étapes entre 1959 et 1974 - le premier tronçon électrifié le fut en 1959 entre Crewe, Manchester et Liverpool, le reste de la section sud de la ligne suivant quelques années plus tard. La partie entre Weaver Junction (d'où bifurque la branche vers Liverpool) et Glasgow fut électrifiée en 1974.

## Modernisation
(décembre 2019).
Une importante opération de modernisation, qui concerne presque toute la longueur de la ligne, est en cours. Selon les plans initiaux, le coût de cette modernisation était estimé à 2 milliards de livres sterling, devait être achevée en 2005 et permettre de réduire à une heure le temps de parcours de Londres à Birmingham (au lieu de 1 h 40 min) et à 1 h 45 min de Londres à Manchester. Après une série de contretemps, notamment la faillite de Railtrack, les prévisions révisées à la hausse indiquent un coût de 10 milliards de livres, une échéance reportée à 2008 et une vitesse maximum pour les trains pendulaires de 200 km/h au lieu des 225 km/h prévus à l'origine (contre 175 km/h autorisés avant les travaux). La première phase de la modernisation, au sud de Manchester, mise en service le 27 septembre 2004 portait le temps de parcours de Londres à Birmingham à 1 h 21 min et de Londres à Manchester à 2 heures. La phase finale était annoncée pour une ouverture le 12 décembre 2005, avec un temps de parcours de Londres à Glasgow d'environ 4 h 30, bien que des travaux considérables comme le quadruplement des voies dans la Trent Valley, la modernisation des voies lentes, la seconde étape du remodelage de Nuneaton et le remodelage des gares de Stafford, Rugby et Coventry, sont à réaliser dans un second temps.
Le «Nuneaton North Chord» a été achevé et ouvert le 15 novembre 2012. Cette connexion facilite l'accès de certains trains entre la ligne Birmingham-Peterborough et la WCML
Pour le programme d'améliorations de la région de Stafford, il s'agissait d'un saut-de-mouton (flyover) avec détournement de la voie sur 4 km dans la région de Stafford - Norton Bridge. Cela a remplacé la jonction précédente où la ligne Stafford à Manchester via Stoke-on-Trent divergeait de l'itinéraire principal à Norton Bridge, évitant les mouvements de train conflictuels et permettant ainsi d'améliorer la capacité et réduire les temps de trajet. Une capacité de fret supplémentaire a également été fournie autour de la gare de Stafford. Cela a permis deux trains supplémentaires hors heure de pointe d'Euston au nord-ouest, et un train supplémentaire par heure de Manchester à Birmingham ainsi qu'un train de marchandises supplémentaire par heure. Les travaux du pont Norton ont été achevés en décembre 2016, suivis d'un nouvel horaire introduit en décembre 2017.